# El Prat de ses Codines
El Prat de ses Codines és una masia de Sora (Osona) inclosa a l'Inventari del Patrimoni Arquitectònic de Catalunya.

## Descripció
Masia situada entre el Serrat Alt i el Mas Escodines, la primera del terme municipal pel sector est.
És un edifici allargat i irregular amb teulada a dues vessants, desaigua a la façana principal i orientada a migdia.
El material emprat en la construcció és pobre i només té com a element destacable l'entrada de forma rectangular de pedra treballada.
Hi ha al davant la casa una cabana amb dues arcades superposades la d'abaix rebaixada, la superior de mig punt, amb pedres ajustades a imitació de portals dovellats.

## Història
La història d'aquesta masia, anomenada també en alguns documents, el Prat de Sora, és relativament moderna. L'única notícia ens la dona el "Registro General de la Parroquia de Sora" fet l'any 1881-1882.
Encara fa cosa de 80 anys, és a dir, a principi del segle actual, va ser restaurada i es va aixecar la coberta.